# Flippin, Arkansas
Flippin là một thành phố thuộc quận Marion, tiểu bang Arkansas, Hoa Kỳ. Năm 2010, dân số của thành phố này là 1355 người.

## Dân số
- Dân số năm 2000: 1357 người.
- Dân số năm 2010: 1355 người.